# Cargar la suerte
Cargar la Suerte es el decimoquinto álbum de estudio solista del músico de rock argentino Andrés Calamaro. Sucesor del álbum Volumen 11 (2016).

## Lista de canciones
| Cargar la suerte |                           |          |  |
| N.º              | Título                    | Duración |  |
| 1.               | «Verdades Afiladas»       | 3:46     |  |
| 2.               | «Tránsito Lento»          | 3:14     |  |
| 3.               | «Cuarteles de Invierno»   | 3:32     |  |
| 4.               | «Diego Armando Canciones» | 3:34     |  |
| 5.               | «Las Rimas»               | 3:29     |  |
| 6.               | «Siete Vidas»             | 3:18     |  |
| 7.               | «Mi Ranchera»             | 3:25     |  |
| 8.               | «Falso L.V.»              | 2:57     |  |
| 9.               | «My Mafia»                | 3:37     |  |
| 10.              | «Adán Rechaza»            | 2:48     |  |
| 11.              | «Egoístas»                | 3:24     |  |
| 12.              | «Voy a Volver»            | 5:50     |  |
| 42:54            |                           |          |  |

## Posicionamiento en listas
| Listas (2018)     | Mejor posición |
| ----------------- | -------------- |
| Argentina (CAPIF) | 2              |